# Dyskografia The Who
Artykuł przedstawia całkowitą dyskografię brytyjskiego zespołu The Who.
The Who na przestrzeni lat współpracowali z różnymi wytwórniami płytowymi. W Wielkiej Brytanii ich płyty do 1966 roku wydawane były przez Brunswick Records. Później podpisali kontrakt z wytwórnią Polydor Records. Następnego roku przenieśli się do utworzonej przez menedżerów grupy The Who do Track Records z którą zostawali do 1974 roku. Do dzisiaj płyty wydaje Polydor Records.
W Północnej Ameryce początkowo wydawali płyty dzięki Decca Records, w międzyczasie nagrali jeden singel dla ATCO Records w 1966 roku. W 1972 Decca Records zostało przejęte przez MCA Records. Od roku 1981 do 2003 ich płyty wydawane były przez Warner Bros. Records. W 2003 ponownie podpisali kontrakt z MCA Records.

## Albumy studyjne
| Rok  | Album                                                                                      | Pozycja na listach | Pozycja na listach | Pozycja na listach | Pozycja na listach | Pozycja na listach | Pozycja na listach | Pozycja na listach | Pozycja na listach | Pozycja na listach | Pozycja na listach | Pozycja na listach | Pozycja na listach | Pozycja na listach | Certyfikaty                  |
| Rok  | Album                                                                                      | UK                 | AUS                | AUT                | CAN                | ESP                | FRA                | GER                | IRE                | NLD                | NOR                | SWE                | SWI                | US                 | Certyfikaty                  |
| ---- | ------------------------------------------------------------------------------------------ | ------------------ | ------------------ | ------------------ | ------------------ | ------------------ | ------------------ | ------------------ | ------------------ | ------------------ | ------------------ | ------------------ | ------------------ | ------------------ | ---------------------------- |
| 1965 | My Generation - Data wydania: 3 grudnia 1965 - Wydawca: Brunswick i Decca Records          | 5                  | —                  | —                  | —                  | —                  | —                  | 14                 | —                  | —                  | —                  | —                  | —                  | —                  | - UK: Gold                   |
| 1966 | A Quick One - Data wydania: 9 grudnia 1966 - Wydawca: Decca i Reaction Records             | 4                  | —                  | —                  | —                  | —                  | —                  | —                  | —                  | —                  | 19                 | —                  | —                  | 67                 |                              |
| 1967 | The Who Sell Out - Data wydania: 15 grudnia 1967 - Wydawca: Decca i Track Records          | 13                 | 8                  | —                  | —                  | —                  | —                  | —                  | —                  | —                  | —                  | —                  | 48                 | 48                 |                              |
| 1969 | Tommy - Data wydania: 1969-05-23 - Wydawca: Decca i Track                                  | 2                  | 8                  | —                  | —                  | —                  | 143                | 50                 | —                  | 14                 | —                  | —                  | —                  | 4                  | - US: 2xPlatyna              |
| 1971 | Who's Next - Data wydania: 25 sierpnia 1971 - Wydawca: Decca i Track                       | 1                  | 3                  | —                  | 5                  | —                  | 157                | 18                 | —                  | 4                  | 6                  | —                  | —                  | 4                  | - US: 3x Platyna             |
| 1973 | Quadrophenia - Data wydania: 19 października 1973 - Wydawca: MCA Records, Polydor, i Track | 2                  | 35                 | —                  | 2                  | —                  | —                  | 7                  | —                  | 17                 | 8                  | —                  | —                  | 2                  | - UK: Złoto - US: Platyna    |
| 1975 | The Who by Numbers - Data wydania: 3 października 1975 - Wydawca: MCA i Polydor            | 7                  | 29                 | —                  | 9                  | —                  | —                  | —                  | —                  | 30                 | —                  | —                  | —                  | 8                  | - UK: Gold - US: Platinum    |
| 1978 | Who Are You - Data wydania: 18 sierpnia 1978 - Wydawca: MCA i Polydor                      | 6                  | 9                  | —                  | —                  | —                  | —                  | 49                 | —                  | 18                 | 21                 | 27                 | —                  | 2                  | - UK: Złoto - US: 2x Platyna |
| 1981 | Face Dances - Data wydania: 16 marca 1981 - Wydawca: Polydor i Warner Bros. Records        | 2                  | 16                 | —                  | 2                  | —                  | —                  | 29                 | —                  | 6                  | 19                 | 17                 | —                  | 4                  | - UK: Srebro - US: Platyna   |
| 1982 | It's Hard - Data wydania: 4 września 1982 - Wydawca: Polydor i Warner Bros.                | 11                 | 55                 | —                  | 3                  | —                  | —                  | —                  | —                  | 30                 | 28                 | 47                 | —                  | 8                  | - US: Złoto                  |
| 2006 | Endless Wire - Data wydania: 30 października 2006 - Wydawca: Polydor i Republic Records    | 9                  | 63                 | 28                 | 10                 | 57                 | 62                 | 4                  | 52                 | 77                 | 23                 | —                  | 51                 | 7                  | - UK: Złoto                  |
| 2019 | Who - Data wydania: 6 grudnia 2019 - Wydawca: Polydor                                      | Zostanie wydany    | Zostanie wydany    | Zostanie wydany    | Zostanie wydany    | Zostanie wydany    | Zostanie wydany    | Zostanie wydany    | Zostanie wydany    | Zostanie wydany    | Zostanie wydany    | Zostanie wydany    | Zostanie wydany    | Zostanie wydany    | Zostanie wydany              |

## Albumy koncertowe
| Rok  | Album | Pozycja na listach | Pozycja na listach | Pozycja na listach | Pozycja na listach | Pozycja na listach | Pozycja na listach | Pozycja na listach | Certyfikaty    |
| Rok  | Album | UK                 | AUS                | CAN                | GER                | NLD                | NOR                | US                 | Certyfikaty    |
| ---- | --- | ------------------ | ------------------ | ------------------ | ------------------ | ------------------ | ------------------ | ------------------ | -------------- |
| 1970 | Live at Leeds - Data wydania: 16 maja 1970 - Wydawca: MCA, Polydor, i Track                                                  | 3                  | 6                  | –                  | 8                  | 5                  | 13                 | 4                  | US: 2x Platyna |
| 1984 | Who's Last - Data wydania: Grudzień 1984 - Wydawca: Decca i Reaction Records                                                 | 48                 | –                  | 56                 | –                  | –                  | –                  | 81                 |                |
| 1990 | Join Together - Data wydania: Marzec 1990 - Wydawca: MCA i Virgin Records                                                    | 59                 | –                  | –                  | –                  | –                  | –                  | 188                |                |
| 1996 | Live at the Isle of Wight Festival 1970 - Data wydania: 29 października 1996 - Wydawca: Columbia Records i Legacy Recordings | 84                 | –                  | –                  | –                  | –                  | –                  | 194                |                |
| 2000 | BBC Sessions - Data wydania: 15 lutego 2000 - Wydawca: MCA i Polydor                                                         | 24                 | –                  | –                  | –                  | –                  | –                  | 101                |                |
| 2000 | Blues to the Bush - Data wydania: 19 marca 2000 - Wydawca: MCA i Polydor                                                     | –                  | –                  | –                  | –                  | –                  | –                  | –                  |                |
| 2003 | Live at the Royal Albert Hall - Data wydania: 5 grudnia 2003 - Wydawca: MCA i Polydor                                        | 72                 | –                  | –                  | 43                 | 95                 | –                  | –                  |                |
| 2006 | Live from Toronto - Data wydania: 21 kwietnia 2006 - Wydawca: Immortal Records                                               | –                  | –                  | –                  | –                  | –                  | –                  | –                  |                |
| 2007 | View from a Backstage Pass - Data wydania: 2007-11-05 - Wydawca: thewho.com                                                  | –                  | –                  | –                  | –                  | –                  | –                  | –                  |                |
| 2010 | Greatest Hits Live - Data wydania: 18 stycznia 2010 - Wydawca:                                                               | –                  | –                  | –                  | –                  | –                  | –                  | –                  |                |

## Kompilacje
| Rok  | Album                                                                                   | Pozycja na listach | Pozycja na listach | Pozycja na listach | Pozycja na listach | Pozycja na listach | Pozycja na listach | Pozycja na listach | Pozycja na listach | Pozycja na listach | Pozycja na listach | Pozycja na listach | Pozycja na listach | Pozycja na listach | Certyfikaty               |
| Rok  | Album                                                                                   | UK                 | AUS                | BEL                | CAN                | ESP                | FRA                | GER                | IRE                | NLD                | NOR                | SWE                | SWI                | US                 | Certyfikaty               |
| ---- | --------------------------------------------------------------------------------------- | ------------------ | ------------------ | ------------------ | ------------------ | ------------------ | ------------------ | ------------------ | ------------------ | ------------------ | ------------------ | ------------------ | ------------------ | ------------------ | ------------------------- |
| 1968 | Magic Bus: The Who on Tour - Data wydania: wrzesień 1968 - Wydawca: Decca               | –                  | –                  | –                  | –                  | –                  | –                  | –                  | –                  | –                  | –                  | –                  | –                  | 39                 |                           |
| 1968 | Direct Hits - Data wydania: 1968 - Wydawca: Track                                       | –                  | –                  | –                  | –                  | –                  | –                  | –                  | –                  | –                  | –                  | –                  | –                  | –                  |                           |
| 1970 | Meaty Beaty Big and Bouncy - Data wydania: 30 października 1971 - Wydawca: Decca        | 9                  | 27                 | –                  | –                  | –                  | –                  | –                  | –                  | –                  | –                  | –                  | –                  | 11                 | - US: Platinum            |
| 1974 | Odds & Sods - Data wydania: 28 września 1974 - Wydawca: MCA                             | 10                 | 47                 | –                  | –                  | –                  | –                  | –                  | –                  | –                  | –                  | –                  | –                  | 15                 | - UK: Srebro - US: Złoto  |
| 1976 | The Story of The Who - Data wydania: 23 września 1976 - Wydawca:                        | 2                  | –                  | –                  | –                  | –                  | –                  | –                  | –                  | –                  | –                  | –                  | –                  | –                  |                           |
| 1981 | Phases (album) - Data wydania: Maj 1981 - Wydawca: Polydor                              | –                  | –                  | –                  | –                  | –                  | –                  | –                  | –                  | –                  | –                  | –                  | –                  | –                  |                           |
| 1981 | Hooligans - Data wydania: październik 1981 - Wydawca: MCA                               | –                  | –                  | –                  | –                  | –                  | –                  | –                  | –                  | –                  | –                  | –                  | –                  | 52                 | - US: Złoto               |
| 1983 | Who's Greatest Hits - Data wydania: 23 listopada 1983 - Wydawca: MCA                    | –                  | 13                 | –                  | –                  | –                  | –                  | –                  | –                  | –                  | –                  | –                  | –                  | 94                 | - US: 2x Platyna          |
| 1983 | Rarities Volume I & Volume II - Data wydania: 14 sierpnia 1983 - Wydawca: Decca         | –                  | –                  | –                  | –                  | –                  | –                  | –                  | –                  | –                  | –                  | –                  | –                  | –                  |                           |
| 1984 | The Singles - Data wydania: październik 1984 - Wydawca: Polydor                         | –                  | –                  | –                  | –                  | –                  | –                  | –                  | –                  | –                  | –                  | –                  | –                  | –                  |                           |
| 1985 | Who's Missing - Data wydania: 30 listopada 1985 - Wydawca: MCA                          | 44                 | –                  | –                  | –                  | –                  | –                  | –                  | –                  | –                  | –                  | –                  | –                  | 116                | - UK: Złoto               |
| 1985 | The Who Collection - Data wydania: 10 grudnia 1985 - Wydawca: Polydor                   | 44                 | –                  | –                  | –                  | –                  | –                  | –                  | –                  | –                  | –                  | –                  | –                  | –                  | - UK: Złoto               |
| 1987 | Two's Missing - Data wydania: 11 kwietnia 1987 - Wydawca: MCA                           | –                  | –                  | –                  | –                  | –                  | –                  | –                  | –                  | –                  | –                  | –                  | –                  | –                  |                           |
| 1988 | Who's Better, Who's Best - Data wydania: 1988 - Wydawca: MCA                            | 10                 | 51                 | 45                 | –                  | –                  | –                  | –                  | –                  | –                  | –                  | –                  | –                  | –                  | - UK: Złoto - US: Złoto   |
| 1994 | Thirty Years of Maximum R&B - Data wydania: 5 lipca 1994 - Wydawca: MCA                 | 48                 | –                  | –                  | –                  | –                  | –                  | –                  | –                  | –                  | –                  | –                  | –                  | 170                | - US: Złoto               |
| 1996 | My Generation: The Very Best of the Who - Data wydania: 27 sierpnia 1996 - Wydawca: MCA | 11                 | –                  | –                  | –                  | –                  | –                  | –                  | –                  | –                  | –                  | –                  | –                  | –                  | - UK: Złoto - US: Złoto   |
| 1999 | The Best of The Who - Data wydania: 13 kwietnia 1999 - Wydawca: Universal Music Group   | –                  | –                  | –                  | –                  | –                  | –                  | –                  | –                  | –                  | –                  | –                  | –                  | –                  | - US: Platyna             |
| 2002 | The Ultimate Collection - Data wydania: 11 czerwca 2002 - Wydawca: MCA                  | 17                 | –                  | –                  | –                  | –                  | –                  | –                  | 65                 | –                  | 11                 | –                  | –                  | 31                 | - UK: Złoto - US: Platyna |
| 2004 | Then and Now - Data wydania: 30 marca 2004 - Wydawca: Geffen Records                    | 5                  | –                  | –                  | –                  | 67                 | –                  | –                  | 74                 | –                  | –                  | –                  | –                  | 57                 |                           |
| 2004 | The 1st Singles Box - Data wydania: 2 maja 2004 - Wydawca: Polydor                      | 154                | –                  | –                  | –                  | –                  | –                  | –                  | –                  | –                  | –                  | –                  | –                  | –                  |                           |
| 2009 | Greatest Hits - Data wydania: 21 grudnia 2009 - Wydawca: Geffen Records                 | 127                | –                  | 69                 | –                  | –                  | –                  | –                  | –                  | –                  | –                  | –                  | –                  | 56                 |                           |

## EP
| Rok  | Album                                                                           | Pozycje na listach | Pozycje na listach | Certyfikaty |
| Rok  | Album                                                                           | UK                 | US                 | Certyfikaty |
| ---- | ------------------------------------------------------------------------------- | ------------------ | ------------------ | ----------- |
| 1966 | Ready Steady Who - Data wydania: 11 listopada 1966 - Wydawca: Reaction Records  | –                  | –                  |             |
| 1970 | Tommy - Data wydania: 6 listopada 1970 - Wydawca: Track Records                 | –                  | –                  |             |
| 1988 | Won't Get Fooled Again - Data wydania: sierpień 1988 - Wydawca: Polydor Records | 91                 | –                  |             |
| 2006 | Wire & Glass - Data wydania: 17 lipca 2006 - Wydawca: Polydor Records           | –                  | –                  |             |

## Ścieżki dźwiękowe
| Rok  | Album                                                                                  | Pozycje na listach | Pozycje na listach | Certyfikaty                |
| Rok  | Album                                                                                  | UK                 | US                 | Certyfikaty                |
| ---- | -------------------------------------------------------------------------------------- | ------------------ | ------------------ | -------------------------- |
| 1975 | Tommy - Data wydania: 19 marca 1975 - Wydawca: MCA i Polydor                           | 21                 | 3                  |                            |
| 1979 | The Kids Are Alright - Data wydania: 24 czerwca 1979 - Wydawca: MCA and Polydor        | 26                 | 8                  | - UK: Srebro - US: Platyna |
| 1979 | Quadrophenia - Data wydania: 13 sierpnia 1979 - Wydawca: Polydor                       | 23                 | 46                 |                            |
| 2008 | Amazing Journey: The Story of The Who - Data wydania: 24 marca 2008 - Wydawca: Polydor | –                  | –                  |                            |

## Single
| Rok  | Utwór                       | Strona B                                                     | Pozycje na listach | Pozycje na listach | Pozycje na listach | Album                          |
| Rok  | Utwór                       | Strona B                                                     | UK                 | US                 | US Rock            | Album                          |
| ---- | --------------------------- | ------------------------------------------------------------ | ------------------ | ------------------ | ------------------ | ------------------------------ |
| 1964 | "I'm The Face"              | "Zoot Suit"                                                  | –                  |                    |                    |                                |
| 1965 | "I Can't Explain"           | "Bald Headed Woman"                                          | 8                  | 93                 |                    |                                |
| 1965 | "Anyway, Anyhow, Anywhere"  | "Daddy Rolling Stone" (UK) "Anytime You Want Me" (US)        | 10                 | –                  |                    |                                |
| 1965 | "My Generation"             | "Shout and Shimmy" (UK) "Out in the Street" (US)             | 2                  | 74                 |                    | My Generation                  |
| 1966 | "Substitute"                | "Circles" (UK) "Waltz for a Pig" (US)                        | 5                  | –                  |                    |                                |
| 1966 | "A Legal Matter"            | "Instant Party"                                              | 32                 |                    |                    | My Generation                  |
| 1966 | "The Kids Are Alright"      | "The Ox" (UK) "A Legal Matter" (US)                          | 41                 | 106                |                    | My Generation                  |
| 1966 | "I'm a Boy"                 | "In the City"                                                | 2                  | –                  |                    |                                |
| 1966 | "La-La-La-Lies"             | "The Good's Gone"                                            | –                  |                    |                    | My Generation                  |
| 1966 | "Happy Jack"                | "I've Been Away" (UK) "Whiskey Man" (US)                     | 3                  | 24                 |                    |                                |
| 1967 | "Pictures of Lily"          | "Doctor, Doctor"                                             | 4                  | 51                 |                    |                                |
| 1967 | "The Last Time"             | "Under My Thumb"                                             | 44                 |                    |                    |                                |
| 1967 | "I Can See for Miles"       | "Someone's Coming" (UK) "Mary Anne with the Shaky Hand" (US) | 10                 | 9                  |                    | The Who Sell Out               |
| 1968 | "Call Me Lightning"         | "Dr. Jekyll & Mr. Hyde"                                      |                    | 40                 |                    |                                |
| 1968 | "Dogs"                      | "Call Me Lightning"                                          | 25                 |                    |                    |                                |
| 1968 | "Magic Bus"                 | "Someone's Coming" (US) "Dr. Jekyll & Mr. Hyde" (UK)         | 26                 | 25                 |                    |                                |
| 1969 | "Pinball Wizard"            | "Dogs, Pt. 2"                                                | 4                  | 19                 |                    | Tommy                          |
| 1969 | "I'm Free"                  | "We're Not Gonna Take It"                                    |                    | 37                 |                    | Tommy                          |
| 1970 | "The Seeker"                | "Here for More"                                              | 19                 | 44                 |                    |                                |
| 1970 | "Summertime Blues"          | "Heaven and Hell"                                            | 38                 | 27                 |                    | Live at Leeds                  |
| 1971 | "See Me, Feel Me"           | "Overture"                                                   |                    | 12                 |                    | Tommy                          |
| 1971 | "Won't Get Fooled Again"    | "I Don't Even Know Myself"                                   | 9                  | 15                 |                    | Who's Next                     |
| 1971 | "Let's See Action"          | "When I Was a Boy"                                           | 16                 |                    |                    |                                |
| 1971 | "Behind Blue Eyes"          | "My Wife"                                                    |                    | 34                 |                    | Who's Next                     |
| 1972 | "Baba O'Riley"              | "My Wife"                                                    |                    |                    |                    | Who's Next                     |
| 1972 | "Join Together"             | "Baby Don't You Do It"                                       | 9                  | 17                 |                    |                                |
| 1972 | "Relay"                     | "Waspman"                                                    | 21                 | 39                 |                    |                                |
| 1973 | "5:15"                      | "Water"                                                      | 20                 |                    |                    | Quadrophenia                   |
| 1973 | "Love Reign O'er Me"        | "Water"                                                      |                    | 76                 |                    | Quadrophenia                   |
| 1974 | "The Real Me"               | "I'm One"                                                    |                    | 92                 |                    | Quadrophenia                   |
| 1974 | "Postcard"                  | "Put the Money Down"                                         |                    |                    |                    | Odds & Sods                    |
| 1975 | "Squeeze Box"               | "Success Story"                                              | 10                 | 16                 |                    | The Who by Numbers             |
| 1976 | "Slip Kid"                  | "Dreaming from the Waist"                                    |                    | –                  |                    | The Who By Numbers             |
| 1976 | "Substitute"                | "I'm a Boy"                                                  | 7                  | –                  |                    | The Story of The Who           |
| 1978 | "Who Are You"               | "Had Enough"                                                 | 18                 | 14                 |                    | Who Are You                    |
| 1978 | "Trick of the Light"        | "905"                                                        | –                  | –                  |                    | Who Are You                    |
| 1979 | "Long Live Rock"            | "I'm the Face"/"My Wife" (UK) "My Wife" (US)                 | 48                 | 54                 |                    | The Kids Are Alright           |
| 1979 | "5:15"                      | "I'm One"                                                    | –                  | 45                 |                    | Quadrophenia ścieżka dźwiękowa |
| 1981 | "You Better You Bet"        | "The Quiet One"                                              | 9                  | 18                 | 1                  | Face Dances                    |
| 1981 | "Don't Let Go the Coat"     | "You"                                                        | 47                 | 84                 | –                  | Face Dances                    |
| 1982 | "Athena"                    | "A Man Is a Man" (UK) "It's Your Turn" (US)                  | 40                 | 28                 | 3                  | It's Hard                      |
| 1982 | "Eminence Front"            | "One at a Time"                                              |                    | 68                 | 5                  | It's Hard                      |
| 1983 | "It's Hard"                 | "Dangerous"                                                  |                    | –                  | 39                 | It's Hard                      |
| 1983 | "You Better You Bet (live)" | "Don't Let Go the Coat"                                      |                    | –                  |                    | Face Dances                    |
| 1984 | "Twist and Shout"           | "I Can't Explain"                                            |                    | –                  |                    | Who's Last                     |
| 1988 | "My Generation"             | "Substitute"/"Baba O'Riley"/"Behind Blue Eyes"               |                    |                    |                    | Who's Better, Who's Best       |
| 2004 | "Real Good Looking Boy"     | "Old Red Wine"                                               | –                  |                    |                    | Then and Now                   |
| 2006 | "It's Not Enough"           | "Tea & Theatre"                                              |                    | -                  | 37                 | Endless Wire                   |

## Filmografia

### Filmy
1975 Tommy
1979 Quadrophenia

### Dokumenty
1979 The Kids Are Alright
2000 Classic Albums: The Who – Who's Next
2008 Amazing Journey: The Story of The Who

### Albumy wideo
1988 Who's Better, Who's Best
1994 Thirty Years of Maximum R&B Live
1998 Live at the Isle of Wight Festival 1970
2001 The Who & Special Guests: Live at the Royal Albert Hall
2003 The Who Special Edition EP
2003 Live in Boston
2005 Tommy and Quadrophenia Live
2006 The Vegas Job
2008 The Who At Kilburn: 1977

### Inne występy
1968 Monterey Pop
1970 Woodstock
1980 Concert for Kampuchea
1996 The Rolling Stones Rock and Roll Circus
2001 The Concert for New York City

## Dyskografie solowe
- Pete Townshend
- John Entwistle
- Roger Daltrey
- Keith Moon